# La Bouillie
La Bouillie (bretonisch Ar Vezvid) ist eine französische Gemeinde mit 845 Einwohnern (Stand 1. Januar 2022) im Département Côtes-d’Armor in der Region Bretagne. Sie gehört zum Arrondissement Saint-Brieuc und zum Kanton Pléneuf-Val-André. Die Bewohner nennen sich Lambolliens und Lambolliennes.

## Geografie
La Bouillie liegt etwa 25 Kilometer ostnordöstlich von Saint-Brieuc im Norden des Départements Côtes-d’Armor.

## Geschichte
Überreste aus gallo-römischer Zeit belegen eine frühe menschliche Anwesenheit. 1160 tauchte der heutige Ort in einem Dokument aus dem Dunkel der Geschichte. Eine Andachtskapelle der Kreuzritter (Johanniter) wurde erwähnt. Die Gemeinde besteht sicher seit 1256, als ein Ort La Bollie in einem Testament eines Ritters genannt wurde. Die Gemeinde gehörte von 1793 bis 1801 zum Distrikt Dinan und zum Kanton Hénanbihen.

## Bevölkerungsentwicklung
| Jahr                       | 1962 | 1968 | 1975 | 1982 | 1990 | 1999 | 2006 | 2012 | 2019 |
| Einwohner                  | 638  | 597  | 601  | 669  | 711  | 664  | 785  | 853  | 881  |
| Quellen: Cassini und INSEE |      |      |      |      |      |      |      |      |      |

## Sehenswürdigkeiten

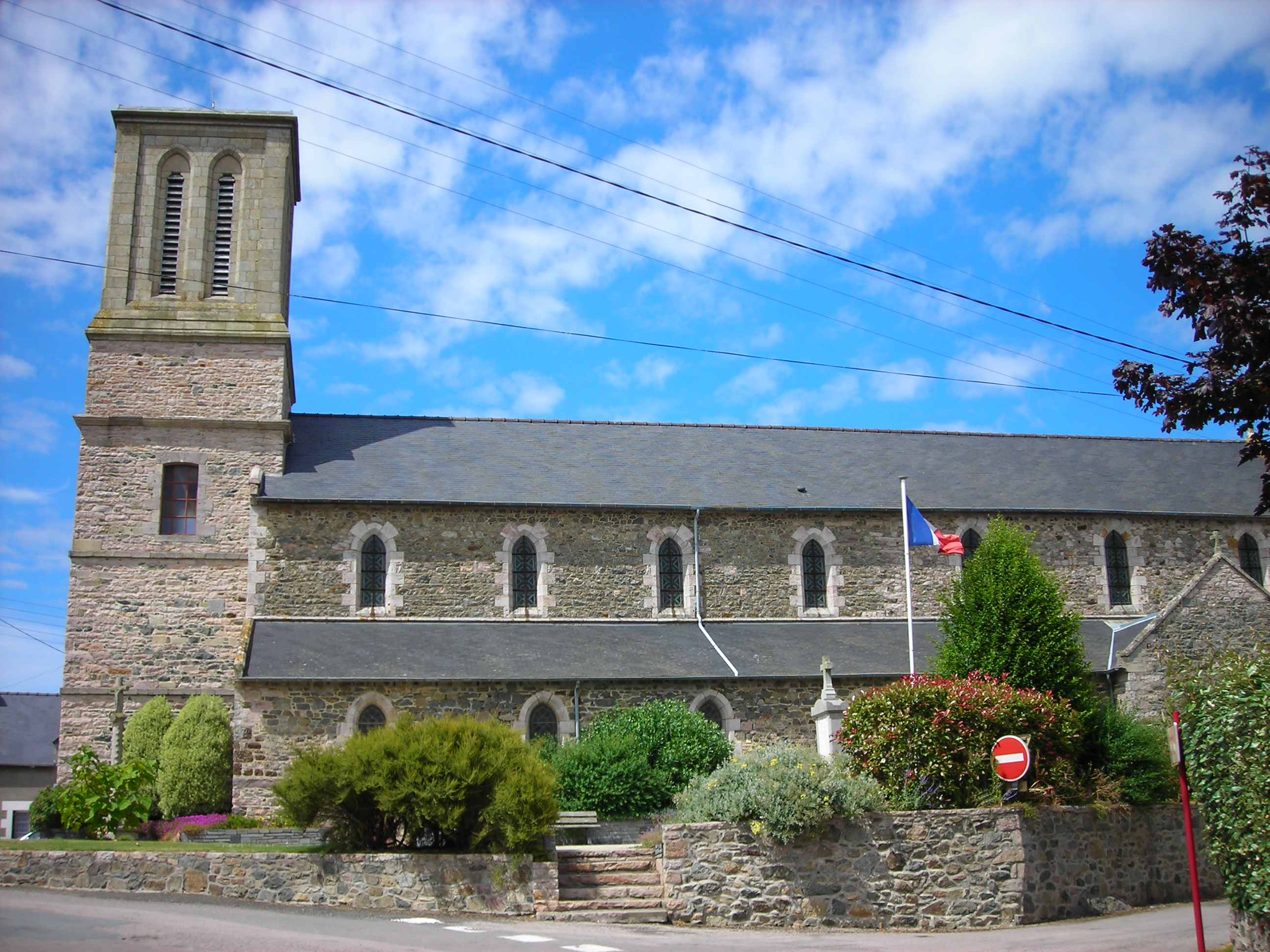
Kirche Saint-Pierre

- Allée couverte von Ville Bellanger
- Kirche Saint-Pierre aus dem Jahr 1832
- Kapelle Saint-Laurent aus dem 16. Jahrhundert
- Kreuze von Périgault/Perrigault (1649), Pilady/Pilodie (1409) und Saint-Laurent (15. Jahrhundert)
- Kalvarienberg von 1640 vor der Kirche
- vier Mühlen
- Turm von Ville-Théart (1864)
- Denkmal für die Gefallenen[1]

Quelle: